# Cichorium calvum
Espèce
Cichorium calvum Sch.Bip. ex Asch., est une espèce de plantes à fleurs de la famille des Asteraceae qui fait partie des chicorées, plantes du genre Cichorium.